# Tierpark Dessau
Koordinaten: 51° 50′ 41,2″ N, 12° 14′ 2,6″ O
Der Tierpark Dessau ist ein 11 Hektar großer Zoo in der Stadt Dessau-Roßlau. 1958 im Park eines Mausoleums aus dem 19. Jahrhundert angelegt, stellt er für jährlich über 120.000 Besucher ein bedeutendes Naherholungsgebiet dar.

## Lage
Der Tierpark liegt im Stadtteil Ziebigk, unmittelbar östlich des Georgiums und bildet zusammen mit Georgengarten und Beckerbruch einen großflächigen Landschaftspark, ist aber nicht wie diese Bestandteil der Welterbestätte Dessau-Wörlitzer Gartenreich.

## Tierbestand
Ungefähr 500 Exemplare aus insgesamt 120 verschiedenen Arten werden im Tierpark beherbergt. Die meisten Tiere davon stammen aus dem europäischen Gebiet. Der Tierbestand reicht von Ziegen und Eseln über Kängurus und Lamas bis hin zum Jaguar und Nasenbären.
Die neuste Anlage im Park ist die Dünenlandschaft-Wattanlage, welche diversen Säbelschnäblern, Kiebitzen etc. ein Zuhause bietet. Für die artgerechte Tierhaltung wurde der Anlage 2009 der BdZ-Biber verliehen.
Ein außerordentliches Alter von 40 Jahren erreichte der Netzpython Otto, der seit 1979 im Tierpark lebte und 2018 eingeschläfert wurde. Seit Ottos Tod wird ein  Heller Tigerpython gehalten.